# Благодатный (Воронежская область)
Благода́тный — посёлок в Новоусманском районе Воронежской области. Входит в Трудовское сельское поселение.

## География
Расположен в восточной части поселения, на границе района.

## История
В начале XX века являлся усадьбой Авдотьи Алексеевны Самбикиной.

## Население
| 1900 | 2008 | 2010 |
| ---- | ---- | ---- |
| 23   | ↘0   | →0   |